# 雷纳托·布鲁松

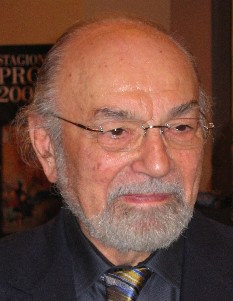
2008年

雷纳托·布鲁松（義大利語：Renato Bruson，1934年1月13日—），生於義大利帕多瓦省，是當地著名男中音歌劇唱家，被視為是20世紀晚期及21世紀初期最重要的威爾第男中音之一。

## 榮譽與獎狀
- 費爾莫榮譽公民
- 帕爾馬榮譽公民
- 醫院騎士勛章